# エベルト・カルドーソ・ダ・シウヴァ
エベルト（Ebert）ことエベルト・カルドーソ・ダ・シウヴァ（ポルトガル語: Ebert Cardoso da Silva、1993年5月25日 - ）は、ブラジルのサッカー選手。ポジションはDF。

## クラブ歴
SCインテルナシオナルの下部組織出身でトップチームに昇格したが出場機会は無かった。
2016年から2017年にかけてマカエEFCに在籍した。
2018年1月に2年半契約でウクライナ・プレミアリーグのFKスタル・ドニプロゼルジーンシクに加入。
2019年1月、ブルガリアのPFCボテフ・プロヴディフに移籍した。

## 家族
兄のエヴェルトンもサッカー選手。